# Rövidnyakú sáska
A rövidnyakú sáska (Dociostaurus brevicollis) a sáskafélék családjába tartozó, Eurázsiában honos sáskafaj.

## Megjelenése
A rövidnyakú sáska testhossza a hím esetében 12-16 mm, a nőstény 15-24 mm. Viszonylag kis méretű sáskafaj. Alapszíne többé-kevésbé világos szürkés vagy barnás. A hímek potroha sárgás lehet. A torpajzs élei szögben erősen betörnek és sötét alapon világos csík jelzi őket, így felülről feltűnő X-formát alkotnak. A torpajzs oldallebenyének hátsó sarkától világos, rövid sáv indul ferdén felfelé. A comb felső oldalán három sötét keresztsáv látható, amelyek közül mind vagy a két hátsó a comb oldalán összefut. A térd barna vagy fekete és világosabb gyűrű veszi körül. A hátsó lábszár halványsárgától élénkvörösig színeződhet. A szárnyak jól fejlettek, elérik vagy kissé túlhaladják a hátsó térdet. 
Éneke egy-egy nagyon rövid, éles cirpelés (syllabus), melyek között rövid, fél-egy másodperces szüneteket tart.  

### Hasonló fajok
A marokkói sáska hasonlít hozzá. A torpajzs X-mintája miatt a nagyobb szalagos sáskával is összetéveszthető. 

## Elterjedése
Eurázsiában honos, Délkelet-Európától (főleg a Kárpát-medence és a Balkán, az adriai tengerpart kivételével) Dél-Szibériáig. Magyarországon sokhelyütt megtalálható (pl. Budapest környéke, Alföld, Velencei-tó környéke, Fertő-mellék) de nem gyakori.    

## Életmódja
Száraz, meleg gyepek, ritkás vegetációjú homokterületek, ürmös szikes puszták, kopár legelők lakója. 
Kifejlett egyedeivel júniustól október elejéig találkozhatunk. Áttelelő petéiből április végén vagy májusban kelnek ki a lárvák. 
Magyarországon nem védett.